# Метопиум
Мето́пиум (лат. Metopium) — род растений, входящий в подсемейство Анакардиевые (Anacardioideae) семейства Сумаховые (Anacardiaceae).

## Ботаническое описание
Двудомные деревья или кустарники. Листья железистые, вечнозелёные, на черешках. Доли листьев также черешковые, цельнокрайные, с возрастом нередко покрываются мелкими чёрными пятнами. Соцветия — метёлки, располагающиеся в пазухах листьев. Цветки располагаются на цветоножках, с пятидольчатой чашечкой и жёлто-зелёным венчиком. Пестики с коротким столбиком и трёхдольчатым рыльцем. Плод — четырёхугольная односемянная костянка с гладкой оранжевой или бурой поверхностью. Семена приплюснутые, четырёхугольные.

## Ареал
Виды рода Метопиум произрастают в Центральной Америке, а также в южной части Флориды и Мексики.

## Таксономия
|  |                                      |  |                                                       |                                                       |                     |  | ещё 8 семейств (согласно Системе APG II) |                    |                         |        |
|  |                                      |  |                                                       |                                                       |                     |  |                                          |                    |                         | 3 вида |
|  |                                      |  |                                                       | порядок Сапиндоцветные                                |                     |  |                                          |                    | род Метопиум (Metopium) |        |
|  |                                      |  |                                                       | порядок Сапиндоцветные                                |                     |  |                                          |                    | род Метопиум (Metopium) |        |
|  | отдел Цветковые, или Покрытосеменные |  |                                                       |                                                       | семейство Сумаховые |  |                                          |                    |                         |        |
|  | отдел Цветковые, или Покрытосеменные |  |                                                       |                                                       |                     |  |                                          |                    |                         |        |
|  |                                      |  | ещё 44 порядка цветковых растений (по Системе APG II) | ещё 44 порядка цветковых растений (по Системе APG II) |                     |  |                                          | ещё около 80 родов | ещё около 80 родов      |        |
|  |                                      |  |                                                       | ещё 44 порядка цветковых растений (по Системе APG II) |                     |  |                                          |                    | ещё около 80 родов      |        |

### Виды
По информации базы данных The Plant List, род включает 3 вида:
- Metopium brownei Urb., 1908 — Чечем, или Чёрное ядовитое дерево
- Metopium toxiferum (L.) Krug & Urb., 1896 — Метопиум ядоносный
- Metopium venosa (Griseb.) Engl., 1883